# Aguas Ocaña
Aguas Santas Ocaña Navarro (Brenes, España, 23 de abril de 1963) es una diplomática española ; fue la primera dama de la república de Honduras al contraer matrimonio con Ricardo Maduro. Hija del matrimonio entre Antonio Ocaña y Antonia Navarro, su nombre de pila Aguas Santas, tiene doble significado "aguas sagradas" en español. Ocaña se educó en la Universidad Complutense de Madrid y ejerció como diplomática en la carrera del Ministerio de Asuntos Exteriores de España. Aguas Ocaña, es la única mujer española en ser primera dama de un país extranjero.

## Primera dama de Honduras (2002-2006)
Ocaña Navarro conoció a Ricardo Maduro Joest en una fiesta en octubre de 2001, cuando él libraba la campaña presidencial y ella fungía de canciller de la Embajada de España en Tegucigalpa, nació una atracción amorosa entre ambos y la que fue acrecentándose con el paso del tiempo, seguidamente cuando Maduro ya era presidente de la república de Honduras y realizaba sus viajes de asuntos nacionales por el extranjero en 2002, se veía como un soltero. El presidente Ricardo Maduro le pidió matrimonio, el cual contrajeron en la Embajada de España en Tegucigalpa, M.D.C., en octubre del 2002; por consiguiente, recibió la doble nacionalidad española-hondureña, convirtiéndose así en la primera dama de la Nación.

## Mujer luchadora por la niñez
Aguas Ocaña es una ferviente luchadora por la niñez, ella ha adoptado niños huérfanos y ahora tiene 13 hijos a su cargo, los cuales le han acompañado a Nicaragua país al cual eligió para residir y trabajar cuando dejó de ser primera dama el 27 de enero de 2006. Ella trabaja con la niñez desamparada de Nicaragua y brinda apoyo a la esposa del Presidente de Nicaragua señor Enrique Bolaños Geyer.
Los cinco hijos adoptados legalmente se llaman, Leo, Leidy Jackeline, Kevin Josué, Francis, Joan y Jackie.
Como primera dama de Honduras se le conocía sobre todo por su trabajo con niños de la calle y visita a las cárceles. Creó un programa de "Cero Niños en Las Calles" orientado hacia la eliminación de niños menores de edad que trabajan en las calles de Honduras. Este programa ha sido severamente criticado por su marido y políticos opositores. Ocaña Navarro sigue luchando por los derechos de los niños, y ha denunciado una organización de Estados Unidos de Norte América basada en que supuestamente se estuvo involucrando en la venta de niños adoptados mediante el uso de la Internet para atraer a posibles clientes.

## Conflictiva vida doméstica
Durante el 2003, Ocaña Navarro regresó a vivir a España por un período corto de tiempo, lo que desató rumores de que ella y su marido estaban a punto de divorciarse. La separación fue provocada supuestamente por el motivo de que el presidente Ricardo Maduro nombró a una exnovia, Mireya Batres, para ser "ministro de Cultura de Honduras". Batres fue despedida de su cargo y ella (Ocaña) regresó.
En el año 2004. Ocaña Navarro viajó a la ciudad de Los Ángeles, California, en Estados Unidos, donde hizo amistad con Tom Cruise y John Travolta, ambos actores célebres y miembros de la religión Cienciología. Ella hizo la promesa de pagar una visita a Honduras, para que puedan sensibilizar a los cienciólogos por las malas y precarias condiciones en que viven muchos hondureños. Al regresó a España en 2004, fue perseguida por los paparazzi. Ella declaró que estaba allí para visitar personalidades políticas del gobierno español, con el fin de reunir ayuda caritativa para los más pobres de Honduras.
El 17 de diciembre de 2005 ella protagonizó un escándalo en la Casa Presidencial de Honduras cuando su esposo Ricardo Maduro, Presidente de Honduras invitó a los miembros de la prensa nacional a un almuerzo de Navidad. Aguas Ocaña, tomó la palabra e invitó a la periodista Ninfa Arias para salir de la Casa Presidencial debido a una disputa que tenían sobre un artículo publicado en el periódico La Tribuna. Ocaña anunció el fin de su matrimonio con Maduro a la revista española Hola el 25 de enero de 2006, dos días previos a la final de su mandato como primera dama. Después de que la prensa local se ha referido a ella como un buscador de oro.

## Dos Pasiones
Es el libro biográfico que escribió la periodista española Goya Ruiz, sobre Aguas Santa Ocaña Navarro, el mismo ha sido patrocinado por ella quien actualmente se encuentra residiendo en Filipinas, las reacciones del libro no han hecho esperar, ya que existen criterios encontrados, tanto a favor como en contra.

## CandidataalPremio Princesa de Asturias
Debido al incansable esfuerzo que realiza la señora Aguas Santas Ocaña Navarro, agencias solidarias la han nominado como Candidata al Premio Princesa de Asturias de la Concordia.